# Dilara
Dilara oder Delara, persisch دلارا, DMG dilārā, ist ein weiblicher Vorname, der in mehreren Sprachen verbreitet ist. Er leitet sich vom persischen Wort دل (Transkription dil (Dari, afghanisches Persisch) bzw. del (Farsi, iranisches Persisch), Bedeutung: Herz) und ārāstan آراستن Präsensstamm ārā, älter ārāy, „verschönern, ordnen“ ab.
Der Name kann als „die das Herz Erfreuende, Gefällige“ übersetzt werden, auch „Herz schmückend, lieb, geliebt“. Er ist in der Form Dilaray, Dilarai oder Delaray bereits im 10. Jahrhundert belegt.

## Namensträger

### Vorname
- Dilara Açıkgöz (* 2004), deutsch-türkische Fußballspielerin
- Dilarə Əliyeva (englische Transkription: Dilara Aliyeva; 1929–1991), aserbaidschanische Philologin, Feministin und Politikerin
- Dilara Baştar (* 1988), türkische Opernsängerin
- Delara Burkhardt (* 1992), deutsche Politikerin
- Dilara Büyükbayraktar (* 1989), türkische Schauspielerin
- Delara Darabi (1986–2009), Iranerin, die des Mordes an der Cousine ihres Vaters beschuldigt und trotz internationaler Proteste hingerichtet wurde; zur Tatzeit war sie minderjährig
- Dilara Hashem (auch Dilara Hashim; 1936–2022), bengalische Rundfunkredakteurin und Schriftstellerin aus Bangladesch
- Dilara Hava Tunç (* 1998), deutsche Rapperin, siehe Hava (Musikerin)
- Dilarə Kazımova (* 1984), aserbaidschanische Sängerin und Schauspielerin
- Amanda Delara Nikman (* 1997), als Delara auftretende norwegisch-iranische Sängerin
- Dilara Öztunç (* 1989), türkische Schauspielerin
- Dilara Soley Deli (* 2002), türkische Fußballspielerin
- Dilara Türk (* 1996), deutsch-türkische Fußballspielerin
- Dilara Uralp Palombo (* 1995), türkische Windsurferin

### Kunstfigur
- Die Vampirin Dilara ist die durchgängige Hauptfigur in Wolfgang Hohlbeins Schattenchronik.

### In der Literatur
Im Schāhnāme, dem persischen Nationalepos von Firdausi aus dem 10. Jahrhundert, ist „dilārā“ sowie „dilārāy“ gemäß Fritz Wolffs Glossar als „herzerfreuend, lieb“ zu verstehen. Delaray oder Dilaray erscheint als Mutter von Roxane. Der sterbende Dārā (Dareios III.) hat Alexander dem Großen die Hand von Roxane versprochen, und so diktiert Alexander einen Brief an Delaray und sie antwortet ihm, beides äußerst respektvoll. Da Roxane hier mit der Tochter von Dārā identifiziert wird, ist Delaray die Frau von Dārā und mithin Königin.
In den „persischen Erzählungen“ Tausendundein Tag, zuerst veröffentlicht in französischer Sprache 1710, gibt es eine „Geschichte von Kuluf und der schönen Dilara“.
In Carlo Gozzis Märchendrama La Zobeide (1763) spielt eine Dilara als Schwägerin der Titelfigur und Schwiegertochter des Königs von Ormus eine wichtige Rolle. Weil sie sich dem mächtigen und zauberkundigen König Sinadab verweigerte, ist sie mit ihrer Schwägerin Salé in eine Grotte verbannt und in ein Tier verwandelt worden.